# K'ala Marka
K'ala Marka (aimara: "cidade de pedra"), também grafado como "Kala Marka" ou "Kalamarka", é um grupo de música folclórica da Bolívia.
A banda foi fundada em 1984 em La Paz pelos músicos Hugo Gutiérrez Quisbert (voz e charango) e Rodolfo Choque Quispe (flauta de pã), como parte de um projeto de pesquisa da música andina, acompanhando o Ballet Folklórico de Cochabamba em turnês internacionais.
Atualmente, o K'ala Marka é considerado um dos grupos mais importantes da Bolívia, com turnês por vários países da América, África e Europa. Alguns de seus álbuns ganharam discos de ouro e platina.

## Estilo musical
O K'ala Marka se destaca pelo uso de uma ampla gama de ritmos musicais bolivianos tradicionais, como carnavalito, toba, tinku, saya, taquirari, huayño, entre muitos outros, aos quais se somam elementos de composição original influenciados por estilos de música do mundo. 
Para isto, o K'ala Marka emprega uma ampla faixa de instrumentos, como bombo, charango, violão, quena, sicu e tarka, como também guitarra, baixo elétrico, bateria e sintetizador.

## Membros
Fundadores
- Hugo Gutiérrez (voz e charango)
- Rodolfo Choque (instrumentos de sopro e coro)

Outros membros atuais
- José Abreu (percussão)
- Benjo Chambi (bateria)
- Edwin Mendoza (baixo)
- Fernando Gutiérrez (quena)
- Freddy Huanca (guitarra)

## Discografia
- 1986: Khochusiñani
- 1987: Village de Pierre
- 1987: Pueblo de piedra
- 1989: Chuyma lunthata
- 1990: Bolivianita
- 1990: Isla del Sol
- 1991: Cuando florezca el chuño
- 1993: Aguas claras
- 1994: De los Andes al Amazonas
- 1995: Solo por ti
- 1998: Américas
- 2001: Wawitay
- 2006: Guardián del Amazonas
- 2007: Por la igualdad de razas y derechos
- 2012: Nuestro amor a la tierra sea eterno agradecimiento